# Dghwede
Le dghwede (ou hude, johode, traude, dehoxde, tghuade, toghwede, wa'a, azaghvana, zaghvana) est une langue tchadique biu-mandara parlée au Nigeria, dans l'État de Borno, également au Cameroun.
Le nombre de locuteurs a été estimé à 30 000.